# Larchant
Larchant è un comune francese di 752 abitanti situato nel dipartimento di Senna e Marna nella regione dell'Île-de-France.

## Società

### Evoluzione demografica

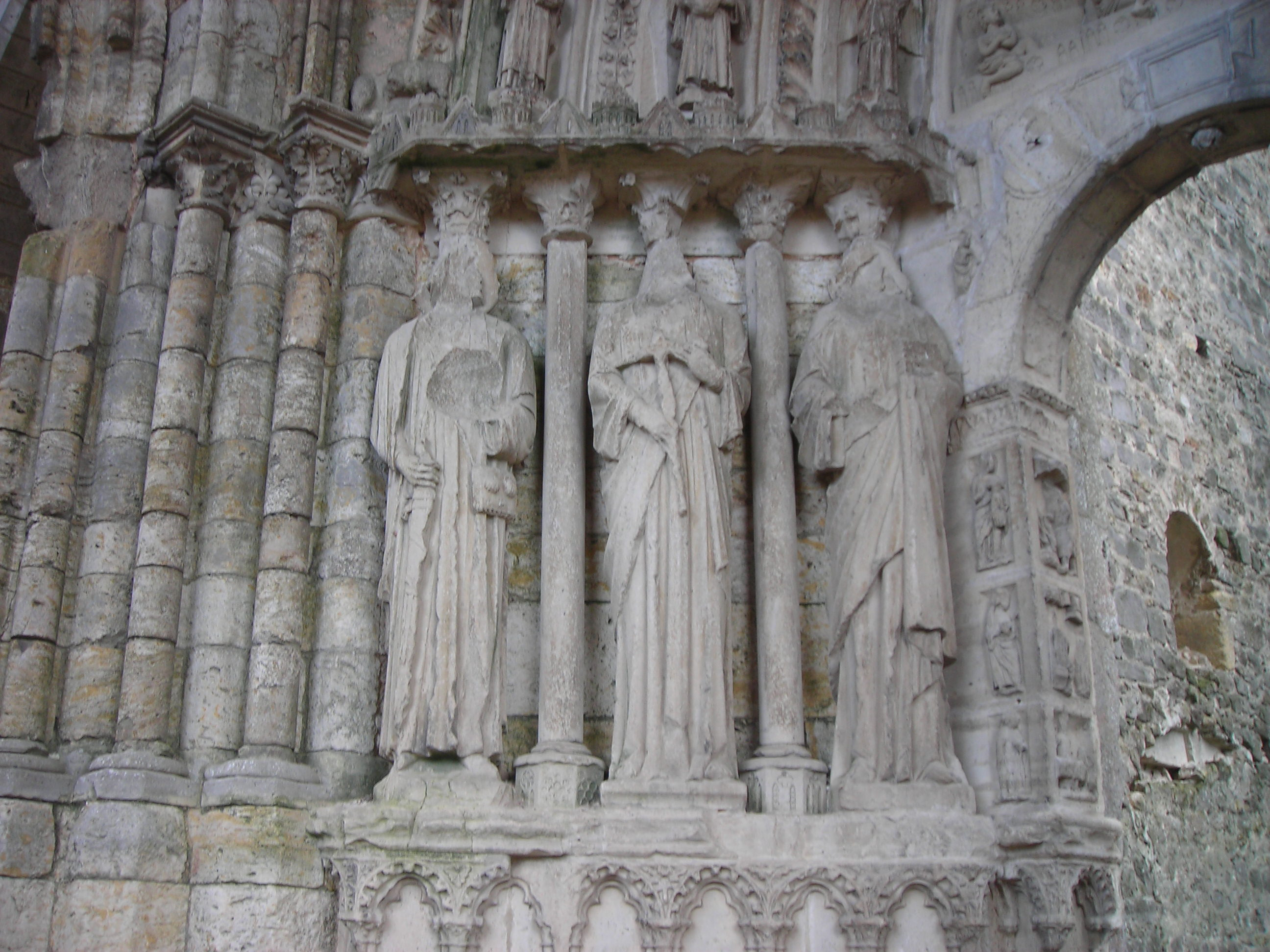
Particolare della chiesa di san Maturino

Abitanti censiti